# Клемент Лідія Річардівна
Лідія Річардівна Клемент (нар. 8 липня 1937 , Санкт-Петербург  — пом. 16 червня 1964 , Санкт-Петербург ) — радянська естрадна співачка (ліричне сопрано).

## Життєпис
Народилася 8 липня 1937 року в Ленінграді. Батько — інженер з Естонії, що помер до Другої світової війни, а маленька Ліда з матір'ю, Марією Гордіївною, пережили блокаду Ленінграда. 1944 року пішла до школи, одночасно навчалася в музичній школі грі на фортепіано. Брала участь у шкільному хорі.
1955 року вступила до Ленінградського інженерно-будівельного інституту, по закінченні два роки працювала проєктувальницею в Ленпроєкті. Одчасно з роботою, упродовж двох років співала з естрадним оркестром Дому культури ім. Серго Орджонікідзе під керівництвом Наума Тьомкіна. Згодом виступала з ансамблем Ленінградського театру комедії під керівництвом Володимира Федорова.
Спеціально для Лідії писали пісні композитори Андрій Петров, Олександр Колкер, Станіслав Пожлаков, Г. Портнов, В. Шеповалов.
Всесоюзну популярність принесло їй виконання пісень «Карелія» (автор музики О. Колкер, вірші К. Рижова), «Дощ на Неві» (автор музики В. Шеповалов, вірші Б. Гершта і К. Григор'єва). Лідія Клемент багато виступала на телебаченні (зокрема, у «Блакитному вогнику») і радіо. 1964 року вийшла платівка із записом 9 пісень співачки.
Була одружена з джазменом Борисом Шафрановим. 1961 року народила доньку Наталю.
Померла 16 червня 1964 року після швидкоплинної і важкої хвороби (меланобластома).

## Пам'ять
Лідія Клемент похована на Богословському кладовищі в Ленінграді. Пам'ятник на її могилі (архітектор Юрій Лобанов) — диск, що нагадує музичну платівку, а над ним горизонтально повис брусок — тонарм, на якому вибиті роки життя: 1937—1964.
Пам'яті співачки присвятив вірш поет Микола Тарасов (до 1976 року — головний редактор журналу «Фізкультура і спорт»). Також пам'яті Лідії Клемент присвячена пісня Алли Пугачової «Ленінград» (написана співачкою 1977 року на вірші Осипа Мандельштама) з альбому «Піднімись над суєтою» (1980); у деяких джерелах ця пісня згадується під назвою «Монолог Ліди».
23 липня 2014 року підписано Постанову Уряду Санкт-Петербурга про присвоєння скверу по вулиці Подільській імені Лідії Клемент.

## У мистецтві
Навколо персони Клемент розгортається дія повісті письменника Антона Тарасова «Листи до Ліди».
У фантастичному романі Геннадія Марченка «Музикант» (2016) головному герою, що потрапив до СРСР 60-тих, вдається зустрітися з Лідією Клемент і попередити її про небезпеку, яку можуть нести звичайні на вигляд родимки на шкірі.

## Родина
- Чоловік — Борис Шафранов, джазовий музикант, пізніше емігрував до Великої Британії. З 1979 року проживає в США.
- Дочка — Наталія Шафранова (нар. 1961). Закінчила Ленінградський педінститут ім. Герцена, працювала в ленінградської школі № 307 вчителькою історії. З 1992 року проживає в США.

У Ленінграді Лідія Клемент мешкала на Подільській вулиці, буд. 26.

## Дискографія (ВСГ «Мелодія»)
| Рік  | № каталогу | Пісні | Формат              |
| ---- | ---------- | --- | ------------------- |
| 1960 | 35969-70   | 1. Пісенька листоноші (О. Колкер — Л. Норкін) у супроводі Естрадного ансамблю п / к В. Федорова 2. Свято трубачів (інтермецо) (В. Беркінг), Естрадний оркестр Ленінградського радіо. Диригент А. Владімірцов | 10 " 78 об/хв       |
| 1963 | 40969-70   | 1. Коли вам двадцять років (В. Соловйов-Сєдой — М. Матусовський) 2. Здрастуй (А. Петров — С. Фогельсон), інструментальний квартет | 10 " 78 об/хв       |
| 1964 | 42053-4    | 1. Ми приходимо в новий дім (Ю. Саульський — М. Разовський і Г. Панков), жіночий вокальний квартет та інструментальний ансамбль. Диригент Юрій Саульський 2. Карелія (О. Колкер — К. Рижов), Інструментальний ансамбль. Керівник Е. Виставкін | 10 " 78 об/хв       |
| 1964 | 42295-6    | 1. Дощ на Неві (В. Шеповалов — Б. Гершт / К. Григор'єв) 2. Весняна пісня (Я щастя несу) (Г. Портнов — Ю. Принцев) | 10 " 78 об/хв       |
| 1964 | Д-00013467 | Співає Лідія Клемент (гнучка грамплатівка в журналі «Кругозір» (№ 2-1964)) 1. Карелія (О. Колкер — К. Рижов) 2. На кургані (А. Петров — Ю. Друніна) | 33 об/хв            |
| 1964 | Д-14153-4  | Співає Лідія Клемент 1. Здрастуй (А. Петров — С. Фогельсон) 2. Карелія (О. Колкер — К. Рижов) 3. Ми приходимо у новий дім (Ю. Саульський — М. Разовський і Г. Панков) 4. Я щастя несу (Г. Портнов — Ю. Принцев) 5. Коли нам 20 років (В. Соловйов-Сєдой — М. Матусовський) 6. Дощ на Неві (В. Шеповалов — Б. Гершт / К. Григор'єв) 7. Зірки в кондукторській сумці (А. Петров — Л. Куклін) 8. Якщо б не було в світі закоханих (О. Колкер — Л. Норкін) 9. На кургані (А. Петров — Ю. Друніна) | 10 " гранд 33 об/хв |